# Булганак (річка)
Булганак (крим. Bulğanaq) — річка в Україні, у Керченському районі Автономної Республіки Крим.

## Опис
Довжина річки 7 км, найкоротша відстань між витоком і гирлом — 5,66  км, коефіцієнт звивистості річки — 1,24 .

## Розташування
Бере початок на північно-східній стороні від села Войкове (до 1948 — Кидирлез, крим. Qıdırlez) . Тече переважно на південний захід через села Бондаренкове (до 1948 — Булганак, крим. Bulğanaq) , Єгорове (крим. Yegorovo) , місто Керч (рос. Керчь, крим. Keriç, Керич; і впадає у Керченську протоку.

## Цікавий факт
- Біля селища Єгорове річку перетинає залізниця.